# Cuồng giáo
Cuồng giáo hay tà giáo là thuật ngữ đề cập đến một nhóm xã hội được xác định bởi niềm tin tới mức mù quáng vào một tư tưởng tôn giáo, tinh thần, triết học hoặc một người, một đối tượng hay mục tiêu nào đó. Thuật ngữ này thường gây tranh cãi, có các định nghĩa khác nhau trong cả văn hoá lẫn học thuật và nó cũng là một nguồn tranh luận liên tục giữa các học giả trên nhiều lĩnh vực nghiên cứu. Trong phân loại xã hội học về các phong trào tôn giáo, một nhóm cuồng giáo là một nhóm xã hội với những niềm tin và thực tiễn mới, thường lệch lạc về mặt xã hội, mặc dù điều này thường không rõ ràng. Các nhà nghiên cứu khác miêu tả các giáo phái cuồng giáo hình thành trên cơ sở tự phát sinh xung quanh các niềm tin và thực hành mới. Các nhóm được cho là những giáo phái cuồng giáo có quy mô rất khác nhau, từ các nhóm nhỏ địa phương với một số thành viên cho đến các tổ chức quốc tế với hàng triệu thành viên.
Bắt đầu từ những năm 1930, cuồng giáo trở thành đối tượng của nghiên cứu xã hội học trong bối cảnh nghiên cứu về hành vi tôn giáo. Từ những năm 1940, phong trào Cơ Đốc chống cuồng giáo bắt đầu chỉ trích một số giáo phái và phong trào tôn giáo mới, gọi những nhóm này là phi Cơ Đốc, phi chính thống. Phong trào chống cuồng giáo bắt đầu vào những năm 1970 và phản đối một số nhóm nhất định, thường xuyên cáo buộc họ kiểm soát tâm trí và cổ vũ cho việc phản ứng, hành động bạo lực của thành viên. Một số tuyên bố và hành động của các phong trào chống cuồng giáo cũng bị tranh cãi bởi các học giả và các phương tiện truyền thông, dẫn đến những cuộc tranh luận công khai hơn nữa.
Thuật ngữ "phong trào tôn giáo mới" chỉ các tôn giáo bắt đầu xuất hiện từ giữa những năm 1800. Nhiều nhóm, nhưng không phải tất cả, đã bị coi là những giáo phái cuồng giáo. Các loại cuồng giáo bao gồm: các giáo phái về ngày tận thế, các giáo phái chính trị, các giáo phái phá hoại, các giáo phái phân biệt chủng tộc, các giáo phái đa thê và các giáo phái khủng bố. Nhiều chính phủ quốc gia đã phản ứng với các vấn đề tôn giáo theo những cách khác nhau, và đôi khi điều này đã dẫn đến tranh cãi về việc quản lý cuồng giáo.

## Lịch sử của thuật ngữ

Cách phân chia các giáo phái của Howard P. Becker, dựa trên học thuyết ban đầu của Ernst Troeltsch, hình thành nên khái niệm hiện thời của cults, sects, và new religious movements

Những người nói tiếng Anh ban đầu không sử dụng từ "cult" để mô tả một nhóm các tín đồ, mà để chỉ hành động thờ phượng hoặc lễ nghi tôn giáo. Thuật ngữ tiếng Anh bắt nguồn từ đầu thế kỷ 17, mượn từ culte trong tiếng Pháp, hay từ cultus (tôn thờ) tiếng Latin. Ngược lại, từ "cult" trong tiếng Pháp bắt nguồn từ tiếng LaTin cultus (người ở, trồng trọt, thờ cúng) dựa trên động từ colere (chăm sóc, tu luyện). (Từ "culture - văn hoá" cũng có nguồn gốc từ chữ Latin cultura và cultus, "culture - văn hoá" nói chung dùng để chỉ các niềm tin, khuôn mẫu xã hội và đặc điểm cấu thành của một nhóm tôn giáo hoặc xã hội.
Trong khi ý nghĩa ban đầu của từ cult trong tiếng Anh vẫn còn được sử dụng, một ý nghĩa khác đã được bắt đầu dùng trong thế kỷ 19 chỉ "lòng mộ đạo quá mức". Thuật ngữ cult and cultist đã được sử dụng trong tài liệu y khoa ở Hoa Kỳ vào những năm 1930 khi nói tới việc "chữa lành đức tin", đặc biệt trong phong trào Holiness movement ở Hoa Kỳ. Cách sử dụng này ngày càng phổ biến vào thời điểm đó, và được mở rộng sang các mảng y học khác.
Trong tiếng Anh, từ "cult" thường mang những ý nghĩa xúc phạm. Nó đã luôn luôn gây tranh cãi bởi vì nó (theo nghĩa xấu) được coi là một thuật ngữ mang tính chủ quan, được sử dụng như một việc tấn công cá nhân khi tranh luận giữa các nhóm có các học thuyết hoặc cách thờ phượng khác nhau.

## Các phong trào tôn giáo mới
Một phong trào tôn giáo mới (new religious movement - NRM) là một cộng đồng tôn giáo hoặc nhóm tinh thần hiện đại (kể từ giữa những năm 1800), nằm ngoài phạm vi của văn hoá tôn giáo chính thống của xã hội. Các phong trào tôn giáo mới có thể là một bộ phận mới của một tôn giáo lớn, khác biệt với các tông giáo đã có sẵn. Năm 1999, Eileen Barker ước tính rằng có hàng chục ngàn các phong trào tôn giáo mới trên toàn, một số được coi là cuồng giáo, và hầu hết là có nguồn gốc từ châu Á hoặc châu Phi. Phần lớn trong số đó chỉ có một vài thành viên, một số có hàng ngàn và chỉ có rất ít nhóm có hơn một triệu thành viên. Năm 2007, nhà tôn giáo học Elijah Siegler đã nhận xét rằng mặc dù không có phong trào tôn giáo mới nào trở thành niềm tin chiếm ưu thế ở bất kỳ quốc gia nào, nhiều khái niệm mà họ đã giới thiệu lần đầu tiên (thường được gọi là những khái niệm "New Age") đã trở thành một phần của nền văn hoá chính thống trên toàn thế giới.

## Các nghiên cứu học thuật

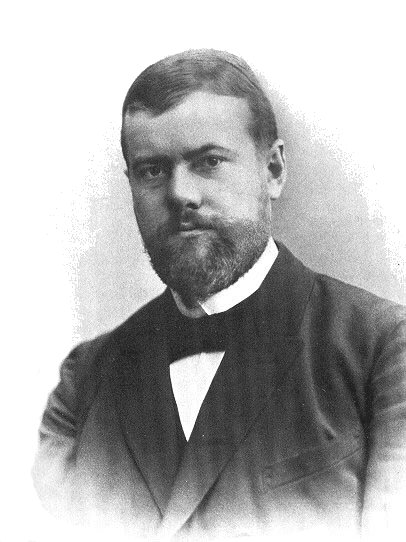
Max Weber (1864–1920), một trong những nhà nghiên cứu đầu tiên về cuồng giáo.

Nhà xã hội học Max Weber (1864–1920) chỉ ra rằng các nhóm cuồng giáo dựa trên sự lãnh đạo lôi cuốn thường đi theo sự thường lệ của sự thu hút.
Khái niệm "cuồng giáo" theo phân loại xã hội học đã được giới thiệu vào năm 1932 bởi nhà xã hội học người Mỹ Howard P. Becker, như là một sự mở rộng của việc phân loại các giáo hội của nhà thần học Đức Ernst Troeltsch. Mục đích của Troeltsch là phân biệt giữa ba loại hành vi tôn giáo chính: nhà thờ, giáo phái và thần bí. Becker đã xây dựng ra bốn nhóm, dựa vào hai nhóm đầu tiên của Troeltsch bằng cách chia tách nhà thờ thành "ecclesia" và "denomination", và giáo phái thành "giáo phái" và "cuồng giáo". Giống như "tôn giáo thần bí" của Troeltsch, các nhóm cuồng giáo của Becker là các nhóm tôn giáo nhỏ không có tổ chức và nhấn mạnh đến tính riêng tư của niềm tin cá nhân. Các công thức xã hội sau đó được xây dựng trên những đặc điểm này, nhấn mạnh thêm rằng các giáo phái là các nhóm tôn giáo lệch lạc "lấy nguồn cảm hứng từ bên ngoài nền văn hoá tôn giáo nổi trội". Điều này thường được cho là dẫn đến căng thẳng giữa nhóm và nền văn hoá chính thống xung quanh nó, một đặc điểm được chia sẻ với các giáo phái. Trong thuật ngữ xã hội học này, các giáo phái là những sản phẩm của sự phân ly tôn giáo và do đó duy trì sự liên tục với niềm tin và thực tiễn truyền thống, trong khi các nhóm cuồng giáo phát sinh tự phát xung quanh các niềm tin và thực hành mới.
Vào đầu những năm 1960, nhà xã hội học John Lofland đã sống cùng với nhà truyền giáo người Hàn Quốc Young Oon Kim và một số thành viên của Giáo hội Thống nhất đầu tiên ở California. Trong thời gian đó ông nghiên cứu các hoạt động của họ trong việc cố gắng thúc đẩy niềm tin của họ và giành được các thành viên mới. Lofland nhận ra rằng hầu hết những nỗ lực của họ đều không có hiệu quả và hầu hết những người tham gia đã làm như vậy vì những mối quan hệ cá nhân với các thành viên khác, thường là các mối quan hệ gia đình. Lofland đã công bố phát hiện của mình vào năm 1964 trong một luận án tiến sĩ có tựa đề: "Những người giải cứu Thế giới: Một nghiên cứu thực địa về các tiến trình cuồng giáo (The World Savers: A Field Study of Cult Processes)", và năm 1966 dưới hình thức sách của Prentice-Hall: "Cuồng giáo về ngày tận thế: Nghiên cứu về chuyển đổi, phá sản và duy trì đức tin(Doomsday Cult: A Study of Conversion, Proselytization and Maintenance of Faith)". Nó được coi là một trong những nghiên cứu quan trọng nhất và được trích dẫn rộng rãi nhất về tiến trình chuyển đổi tôn giáo.
Nhà xã hội học Roy Wallis (1945-1990) lập luận rằng một cuồng giáo được đặc trưng bởi "chủ nghĩa cá nhân nhận thức luận", có nghĩa là "cuồng giáo không có vị trí rõ ràng về thẩm quyền cuối cùng ngoài thành viên cá nhân". Theo Wallis, các nhóm cuồng giáo thường được miêu tả là "hướng tới các vấn đề của các cá nhân, cấu trúc lỏng lẻo, khoan dung và không bài ngoại", làm cho "ít yêu cầu về các thành viên", mà không có "sự phân biệt rõ ràng giữa các thành viên và không phải thành viên", có "tăng nhanh chóng số thành viên "và như là tập thể tạm thời với những ranh giới mơ hồ và các hệ thống niềm tin dao động. Wallis khẳng định rằng các nhóm cuồng giáo xuất hiện từ "môi trường văn hoá".
Năm 1978 Bruce Campbell lưu ý rằng các nhóm cuồng giáo gắn liền với niềm tin trong một yếu tố thiêng liêng của cá nhân. Đó là Soul, Self, hoặc True Self. Các nhóm cuồng giáo vốn có từ lâu và tổ chức lỏng lẻo. Có nhiều chủ đề chính trong nhiều tác phẩm gần đây cho thấy mối quan hệ giữa các nhóm cuồng giáo và giáo phái thần bí. Campbell nêu ra hai loại hình tôn giáo lớn: huyền bí và công cụ. Điều này có thể phân chia các nhóm cuồng giáo thành các hội đồng huyền bí hoặc siêu hình. Trên nền tảng mà Campbell đề xuất về các nhóm cuồng giáo, họ là các nhóm tôn giáo phi truyền thống dựa trên niềm tin vào một yếu tố thiêng liêng trong cá nhân. Ngoài ra còn có một loại thứ ba. Đây là hướng dịch vụ. Campbell tuyên bố rằng "các loại hình ổn định phát triển trong sự phát triển của tổ chức tôn giáo sẽ có mối quan hệ đáng kể với nội dung kinh nghiệm tôn giáo của người sáng lập hoặc người sáng lập".
Dick Anthony, nhà tâm lý học pháp y được biết đến vì những lời chỉ trích của ông về lý thuyết tẩy não, đã bảo vệ một số nhóm được gọi là cuồng giáo, và năm 1988 cho rằng sự tham gia vào các phong trào như thế có thể thường mang lại lợi ích chứ không phải là những hậu quả có hại. Ông nói rằng "Có một tài liệu nghiên cứu lớn được xuất bản trong các tạp chí chính về những ảnh hưởng sức khoẻ tâm thần của các tôn giáo mới. một phần các hiệu ứng dường như là tích cực theo bất kỳ cách nào có thể đo được."
Trong cuốn sách Lý thuyết Tôn giáo (Theory of Religion) năm 1996, các nhà xã hội học người Mỹ Rodney Stark và William Sims Bainbridge đề xuất rằng việc hình thành các nhóm cuồng giáo có thể được giải thích thông qua lý thuyết lựa chọn hợp lý. Trong phần Tương Lai của Tôn giáo, họ nhận xét "... ngay từ đầu, tất cả các tôn giáo đều là những phong trào thờ cúng, nhỏ bé, lệch lạc". Theo Marc Galanter, Giáo sư về Tâm thần học tại NYU, những lý do chính khiến mọi người tham gia cuồng giáo bao gồm tìm kiếm cộng đồng và tìm kiếm tinh thần. Stark và Bainbridge, khi thảo luận về qúa trình mà các cá nhân tham gia vào các nhóm tôn giáo mới, thậm chí còn thẩm vấn các tiện ích của khái niệm chuyển giáo, gợi ý rằng liên kết là một khái niệm hữu ích hơn.

## Trong văn hóa đại chúng
Bắt đầu từ những năm 1700, các tác giả tiếng Anh bắt đầu đề cập đến các thành viên của cuồng giáo là đối kháng. Satanists, các giáo phái của Giáo hội các Thánh Hữu Ngày Sau và Thuggees là những đối tượng phổ biến được nhắc tới. Trong thế kỷ 20, mối quan tâm về quyền và cảm xúc của các nhóm tôn giáo thiểu số dẫn tới các tác giả thường xuyên xây dựng những nhóm cuồng giáo hư cấu với những kẻ bội giáo. Các nhóm cuồng giáo hư cấu tiếp tục phổ biến trong phim ảnh, truyền hình và game; trong khi một số tác phẩm nổi tiếng đề cập đến mối nguy hại của các nhóm cuồng giáo các phong trào tôn giáo mới một cách nghiêm túc.

## Phân loại

### Cuồng giáo hủy hoại

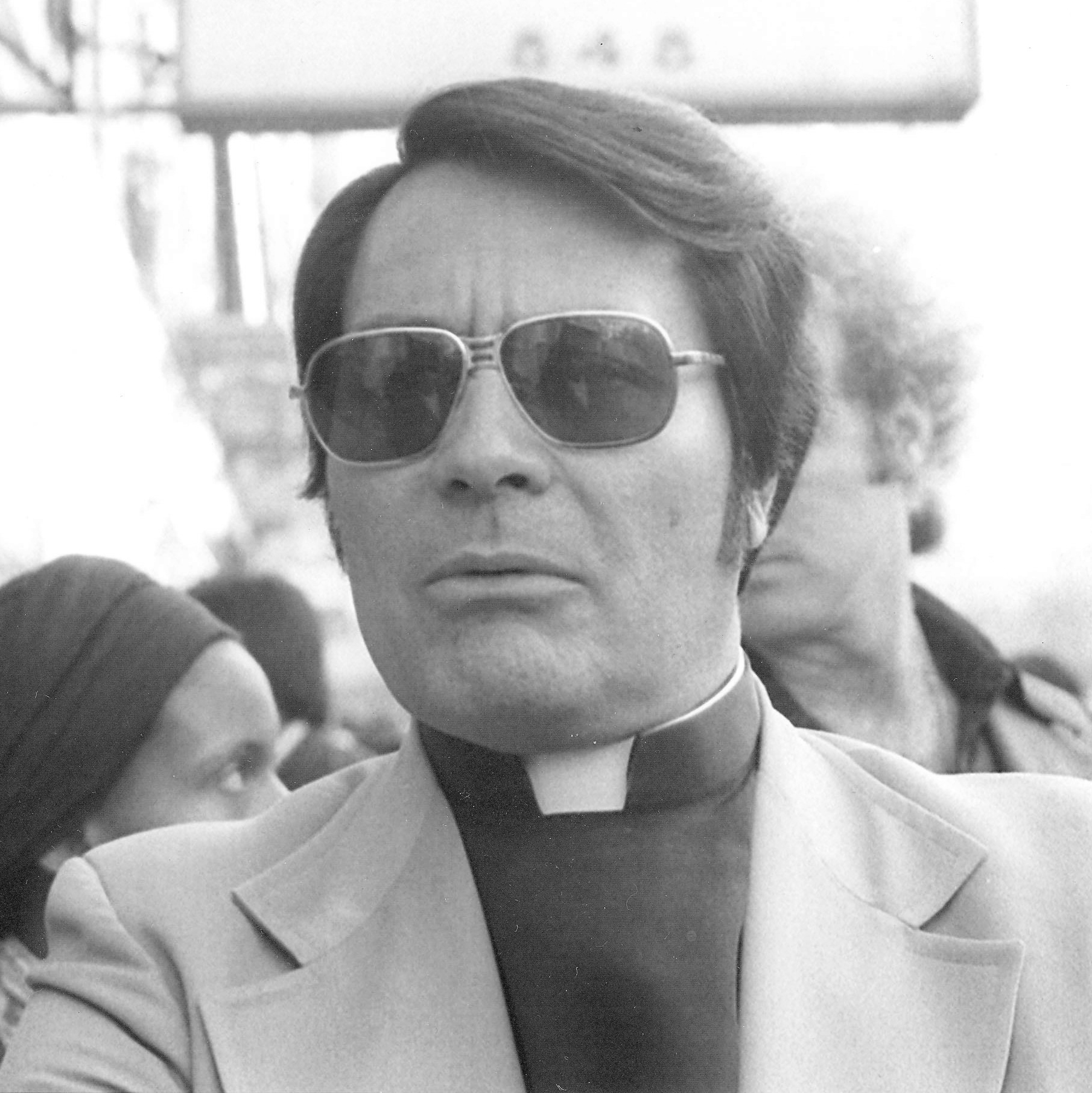
Jim Jones, lãnh đạo của People's Temple

"Cuồng giáo huỷ hoại" nói chung là các nhóm mà các thành viên của họ, thông qua các hành động có chủ ý, gây thương tích hoặc giết hại các thành viên khác trong nhóm của họ hoặc những người khác. Tổ chức Ontario Consultants on Religious Tolerance sử dụng thuật ngữ này đặc biệt chỉ các nhóm tôn giáo "gây ra hoặc có khả năng gây ra thiệt hại về tính mạng trong số thành viên của họ hoặc công chúng". Nhà tâm lý học Michael Langone, giám đốc nhóm bài trừ cuồng giáo, Hiệp hội nghiên cứu cuồng giáo quốc tế, định nghĩa "cuồng giáo hủy hoại" là "một nhóm khống chế cao độ, khai thác và đôi khi gây ra thiệt hại về thể chất hoặc tâm lý thành viên và tuyển mộ viên".
John Gordon Clark trích dẫn "hệ thống toàn trị" và nhấn mạnh vào việc kiếm tiền như là đặc điểm của một cuồng giáo huỷ hoại. Trong cuốn "Cults and the Family", tác giả trích dẫn Shapiro, người định nghĩa "cưồng giáo huỷ hoại" như một hội chứng xã hội, có những đặc điểm nổi bật bao gồm: "thay đổi về hành vi và tính cách, mất bản sắc cá nhân, chấm dứt các hoạt động học tập, xa lánh gia đình, không quan tâm đến xã hội và tuyên bố sự kiểm soát tinh thần và nô dịch của các nhà lãnh đạo tôn giáo".
Theo ý kiến của Benjamin Zablocki, Giáo sư về Xã hội học tại Đại học Rutgers, các thành viên nhóm cuồng giáo hủy hoại có nguy cơ trở bị lạm dụng. Ông cho rằng điều này một phần là do sự tán dương của các thành viên đối với các nhà lãnh đạo có uy tín, góp phần làm cho các nhà lãnh đạo trở nên lạm dụng quyền lực. Theo Barrett, những tố cáo phổ biến nhất chống lại các nhóm cuồng giáo hủy hoại là lạm dụng tình dục. Theo Kranenborg, một số nhóm khuyên các thành viên của họ không nên sử dụng chăm sóc y tế định kỳ. Điều này có thể kéo dài dẫn đến tổn hại về thể chất và tinh thần.
Một số nhà nghiên cứu đã chỉ trích việc sử dụng thuật ngữ "cuồng giáo hủy hoại", cho rằng nó được sử dụng để mô tả các nhóm không nhất thiết có hại cho bản thân hoặc người khác. Trong cuốn sách Understanding New Religious Movements (Hiểu các Phong trào Tôn giáo Mới), John A. Saliba viết rằng thuật ngữ này đã bị khái quá hóa quá mức. Saliba coi Peoples Temple là "điển hình của một cuồng giáo hủy hoạ", trong đó cách sử dụng cụm từ này ngụ ý rằng các nhóm khác cũng sẽ tự sát hàng loạt như họ
Viết trong cuốn sách Misunderstanding Cults: Searching for Objectivity in a Controversial Field (Sự hiểu nhầm về các nhóm cuồng giáo: Tìm kiếm khách quan trong một vấn đề gây tranh cãi), Julius H. Rubin phàn nàn rằng thuật ngữ này đã được sử dụng để hạ thấp một số các nhóm tôn gióa trong phán xét của dư luận. Trong tác phẩm Cults in Context (Cuồng giáo và các hoàn cành) của mình, Lorne L. Dawson viết rằng mặc dù Hội thánh Thống nhất Unification Church "không thể hiện ra sự bạo lực hay biến động", nó đã được mô tả như là một cuồng giáo hủy hoại bởi "những kẻ thù nghiêng nghịch" (anticult crusaders). Năm 2002, chính phủ Đức đã bị Tòa án Hiến pháp liên bang Đức phê phán vì đã phỉ báng phong trào Osho bằng cách coi đó như một "cuồng giáo hủy hoại" mà không có cơ sở thực tế.

### Cuồng giáo về ngày tận thế

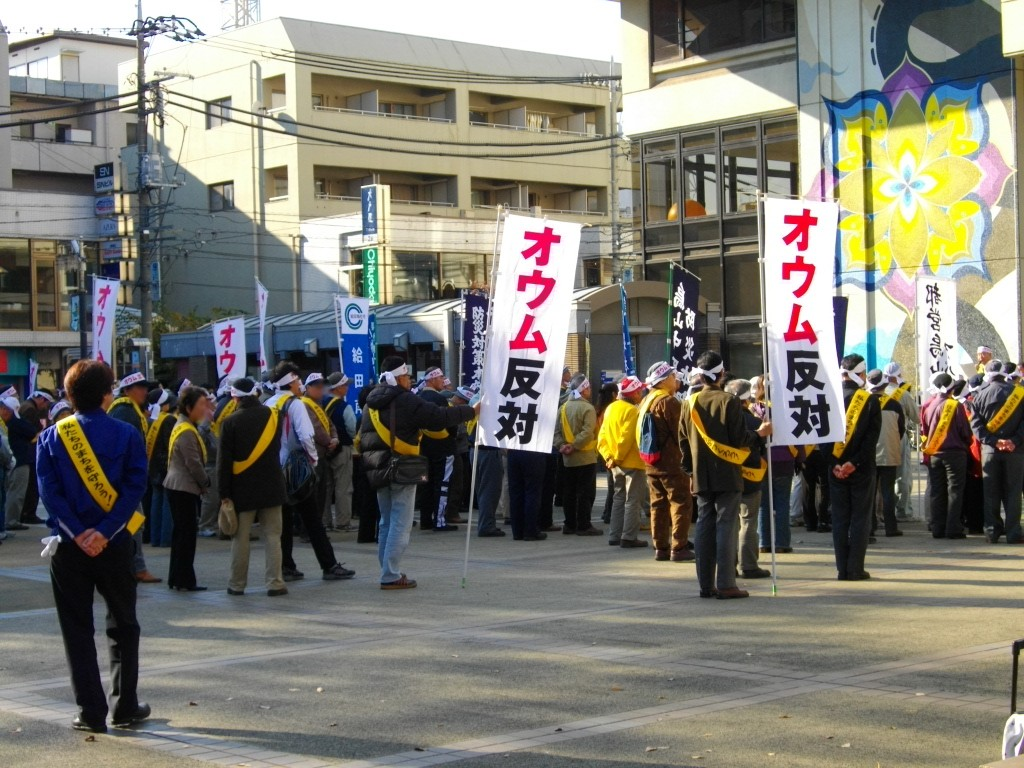
Cuộc biểu tình chống lại nhóm cuồng giáo Aum Shinrikyo tại Nhật Bản

"Cuồng giáo về ngày tận thế" là một từ dùng để mô tả các nhóm tin vào thuyết Apocalypticism và Millenarianism, và nó cũng có thể được sử dụng để chỉ cả các nhóm tiên đoán thiên tai, và các nhóm mà cố gắng nhắc đến nó. Một nghiên cứu tâm lý năm 1997 của Festinger, Riecken và Schachter nhận thấy rằng mọi người đã chuyển sang cách nghĩ về một thế giới toàn cảnh thảm khốc sau khi họ liên tục thất bại trong việc tìm kiếm ý nghĩa từ các phong trào chính thống. Leon Festinger và các cộng sự của ông đã quan sát các thành viên của tôn giáo UFO (gọi là Những người tìm kiếm) trong nhiều tháng và ghi lại các cuộc nói chuyện của họ trước và sau một lời tiên tri sai từ nhà lãnh đạo của nhóm. Nghiên cứu của họ sau này được xuất bản trong cuốn sách When Prophecy Fails: A Social and Psychological Study of a Modern Group that Predicted the Destruction of the World (Khi Lời tiên tri thất bại: Một nghiên cứu xã hội và tâm lý học của một nhóm tôn giáo ngày nay khi dự đoán về sự hủy diệt của thế giới). Vào cuối những năm 1980, các nhóm cuồng giáo về ngày tận thế là chủ đề chính của các bản tin, với một số phóng viên và nhà bình luận cho rằng đây là một mối đe dọa nghiêm trọng đối với xã hội.

### Cuồng giáo đa thê
Các nhóm cuồng giáo dạy và thực hành chế độ đa thê, hôn nhân giữa hơn hai người (thường là đa thê, một người đàn ông có nhiều vợ), từ lâu đã được ghi nhận, mặc dù họ là thiểu số. Người ta ước tính có khoảng 50.000 thành viên cuồng giáo đa thê ở Bắc Mỹ. Thông thường, cuồng giáo đa thê bị các cơ quan pháp luật và xã hội xem là tiêu cực, và quan điểm này đôi khi bao gồm các nhận thức tiêu cực của các giáo phái chính thống liên quan, bởi những sự việc liên quan đến bạo lực gia đình và lạm dụng trẻ em.
Vào năm 1890, chủ tịch Wilford Woodruff của Giáo hội Các Thánh Hữu Ngày Sau của Chúa Giêsu, tuyên bố công khai (Tuyên ngôn) họ đã ngừng thực hiện việc đa thê. Tâm lý chống lại tôn giáo Mormon nói chung cũng như tại bang Utah suy yếu. Phiên điều trần của Smoot năm 1904, chứng minh rằng Nhà thờ Giáo hội Các Thánh Hữu Ngày Sau vẫn đang thực hành chế độ đa thê, khiến giáo hội này phải ra Tuyên ngôn lần nữa tuyên bố rằng họ đã ngừng thực hiện các cuộc hôn nhân đa thê. Cho đến năm 1910, nhà thờ LDS đã phải khai trừ những người tham gia hoặc thực hiện các cuộc hôn nhân đa thê. Việc ban hành Tuyên Ngôn năm 1890 đã khiến nhiều nhóm tách rời rời khỏi Giáo hội Các Thánh Hữu Ngày Sau để tiếp tục duy trì cuộc hôn nhân đa thê. Giáo hội phục hồi Chúa Giê-su là một giáo phái nhỏ trong phong trào Các Thánh Hữu Ngày Sau ở Chatsworth, Ontario, Canada. Nó đã bị các phương tiện truyền thông chỉ đích danh là cuồng giáo đa thê và đã bị chính quyền địa phương điều tra hình sự.

### Cuồng giáo phân biệt chủng tộc

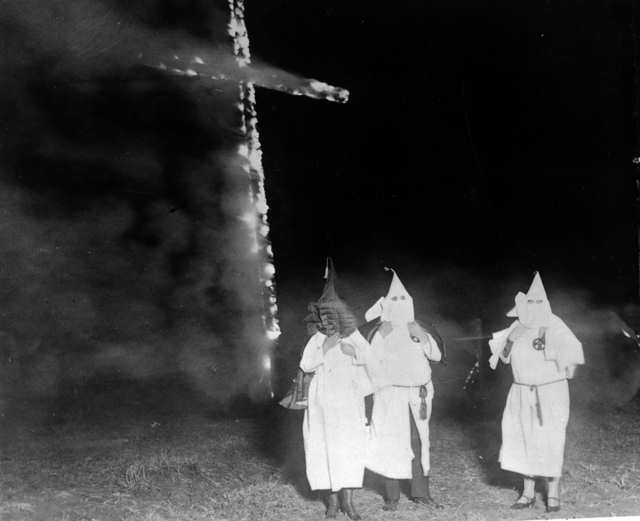
Các thành viên Ku Klux Klan thực hiện việc đốt Thánh Giá năm 1915.

Nhà xã hội học và nhà sử học Orlando Patterson đã miêu tả Ku Klux Klan, xuất phát ở miền Nam Hoa Kỳ sau Nội chiến, như là một nhóm cuồng giáo, và ông mô tả cuộc đàn áp người Mỹ gốc Phi và những người khác như một hình thức tế lễ con người. Nhóm cuồng giáo bí ẩn Aryan ở Đức và Áo trong những thế kỷ 19 và đầu thế kỷ 20 đã có một ảnh hưởng mạnh mẽ đến sự nổi lên của Chủ nghĩa Phát Xít. Các nhóm Skinhead ở Hoa Kỳ có khuynh hướng sử dụng các kỹ thuật tuyển dụng thành viên mới giống như những cuồng giáo hủy hoại.

## Danh sách các cuồng giáo
Trong các tài liệu của các chính phủ, tên gọi "cuồng giáo" hay "giáo phái" được dùng chỉ các phong trào tôn giáo với nghĩa tiêu cực phổ biến của từ "cult" trong tiếng Anh, cũng như cách sử dụng tiêu cực từ "giáo phái" trong nhiều ngôn ngữ châu Âu. Các nhà xã hội học phê bình về việc sử dụng từ "cuồng giáo" tiêu cực này, cho rằng nó có thể ảnh hưởng bất lợi đến việc tự do tôn giáo.
Vào thời đỉnh cao của phong trào chống lại cuồng giáo và việc lạm dụng các nghi thức trong những năm 1990, một số chính phủ đã công bố danh sách các nhóm cuồng giáo. Mặc dù các tài liệu này sử dụng các thuật ngữ tương tự, chúng không nhất thiết phải bao gồm các nhóm tương tự nhau và cũng không phải là đánh giá của họ đối với các nhóm này dựa trên các tiêu chí đã thỏa thuận. Các chính phủ khác và các tổ chức quốc tế cũng báo cáo về các phong trào tôn giáo mới nhưng không sử dụng các thuật ngữ này để mô tả các nhóm.
Từ những năm 2000, một số chính phủ lại một lần nữa có sự khác nhau trong việc phân loại các phong trào tôn giáo như vậy. Trong khi sự phản ứng chính thức trên thế giới đối với các nhóm tôn giáo mới đã bị lẫn lộn, một số chính phủ đã đi theo những người chỉ trích các nhóm này trong phạm vi phân biệt giữa tôn giáo "hợp pháp" và "nguy hiểm", những "cuồng giáo không mong muốn" trong chính sách công.

### Trung Quốc
Trong hàng thế kỷ, chính quyền Trung Quốc đã xếp loại một số nhóm tôn giáo là xiejiao (tiếng Trung: 邪教; bính âm: xiéjiào) – có thể dịch là "tà giáo" hay "dị giáo". Trong thời kỳ phong kiến, việc gọi xiejiao không nhất thiết ngụ ý giáo điều của nhóm tôn giáo là sai hay phi chính thống, mà thường là chỉ các nhóm tôn giáo không được chính quyền cho phép, hoặc được coi là thách thức tính hợp pháp của chính quyền. Ở Trung Quốc hiện đại, thuật ngữ xiejiao tiếp tục được sử dụng để biểu thị giáo lý mà chính phủ không chấp nhận, và các nhóm này phải đối mặt với sự đàn áp và trừng phạt của các nhà chức trách. Mười bốn nhóm khác nhau ở Trung Quốc đã được Bộ An ninh liệt kê là xiejiaoo.

#### Pháp luân công

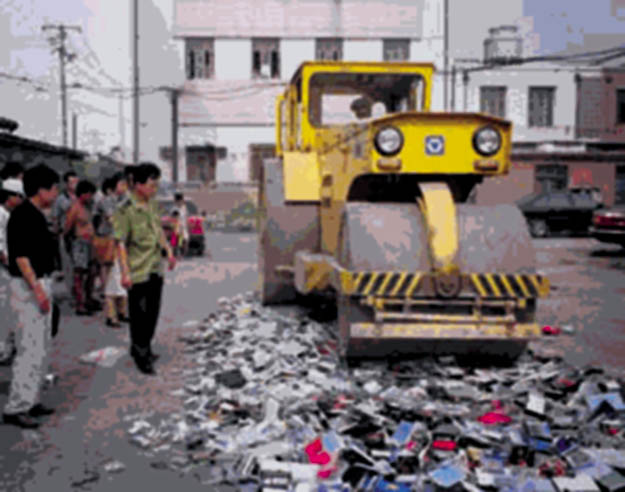
Hình ảnh tượng trưng về sách vở Pháp Luân Công bị chính quyền Trung Quốc tiêu hủy

Vào năm 1999, chính quyền Trung Quốc lên án Pháp Luân Công như là một tà giáo, và họ đã phát động nhiều chiến dịch để loại bỏ nó. Theo Tổ chức Ân xá Quốc tế, cuộc trấn áp Pháp Luân Công bao gồm những chiến dịch tuyên truyền trên nhiều mặt, một chương trình giáo dục ý thức hệ và giáo dục có tính cưỡng bức, cũng như các biện pháp cưỡng ép khác, chẳng hạn như bắt giam, lao động cưỡng bức và tra tấn
Theo nghiên cứu của Rick Ross trình bày tại Diễn đàn Quốc tế về Nghiên cứu Tôn giáo tháng 1 năm 2009, những tuyên bố của giáo chủ Lý Hồng Chí, được các học viên Pháp Luân công mặc nhiên chấp nhận mà không có nghi ngờ, là nguyên tắc xác định đây thực sự là một cuồng giáo. Ông Lý tuyên bố mình nắm rõ "bí mật tối thương của vũ trụ" và nói "không có tôn giáo nào có thể cứu con người ngoài Đại Pháp (tức Pháp luân công)", mà ông là giáo chủ duy nhất. Do đó, về cơ bản, ông tự tuyên bố mình là vị cứu tinh của con người. Tiểu sử trong cuốn sách "Chuyển Pháp Luân" của ông kể rằng ông lần đầu nhận ra "năng lực đặc biệt" của mình vào năm 8 tuổi. Những người theo Pháp Luân công tin rằng Lý Hồng Chí là bậc thánh nhân "không thể sai lầm" và họ không được phép nghi vấn về những tuyên bố liên quan đến sức mạnh siêu nhiên, và giáo lý của ông ta, bao gồm cả những nội dung phân biệt chủng tộc và chống lại ngành y khoa. Lòng sùng mộ mãnh liệt với Lý Hồng Chí đã tạo ra một mạng lưới truyền hình và một tờ báo có tên "Đại Kỷ Nguyên" đều do các học viên Pháp Luân Công điều hành. Các cuộc biểu tình và sự kiện công khai thường xuyên được Pháp Luân công tổ chức trên khắp thế giới cũng phản ánh sự tôn sùng mãnh liệt của những người đi theo tôn giáo của ông ta. Trong khi Lý Hồng Chí luôn nói về "Chân-Thiện-Nhẫn", cả ông và những tín đồ của ông đều không thực sự thể hiện bất kỳ sự khoan dung nào đối với những người đi ngược giáo lý của họ. Trong nội bộ Pháp Luân Công, các tín đồ không được phép đặt câu hỏi về các giáo lý cơ bản, và những lời chỉ trích từ người ngoài thường được coi là "sự bức hại". Chuyên gia nghiên cứu sự sùng bái và nhà tâm lý học lâm sàng Margaret Singer ghi nhận rằng khi gặp một câu hỏi khó về giáo lý, một học viên Pháp Luân công sùng đạo luôn nói "Đừng suy nghĩ. Chỉ cần đọc lại lời dạy của Sư phụ." Margaret Singer đã tóm tắt ngắn gọn: "Nếu bạn muốn tìm sự mô tả tốt về một cuồng giáo, tất cả những gì bạn phải làm là đọc những gì [mà những người theo Pháp Luân Công] nói về họ."

#### Hội Thánh Đức Chúa Trời Toàn Năng
Hội Thánh Đức Chúa Trời Toàn Năng là một phong trào tôn giáo mới được thành lập tại Trung Quốc vào năm 1991, mà các nguồn chính phủ Trung Quốc ước tính có ba đến bốn triệu thành viên, mặc dù các học giả cho rằng những con số ước tính này là hơi cao so với thực tế Tên gọi "Tia Chớp Phương Đông" được rút ra từ Tân Ước, Phúc âm Matthew 24:27: "Vì như tia chớp phát ra từ phương đông lòe sáng đến tận phương tây thể nào, thì sự quang lâm của Con Người cũng sẽ như thế." Giáo lý cốt lõi của nó là Chúa Giêsu Kitô trở lại Trái Đất trong thời của họ với tư cách là Đức Chúa Trời Toàn Năng nhập thể, lần này không phải là một người đàn ông mà là một phụ nữ Trung Quốc. Phong trào này được chính quyền Trung Quốc coi là tà giáo và nó bị buộc tội đã thực hiện nhiều tội ác khác nhau, bao gồm cả vụ giết người sùng bái Chiêu Viễn McDonald khét tiếng. Các nhóm Kitô giáo và truyền thông quốc tế cũng lần lượt mô tả nó như một cuồng giáo và thậm chí là một "tổ chức khủng bố".

### Việt Nam
Đạo Hà Mòn còn gọi là "tà đạo Hà Mòn", "tà đạo Y Gyin" hay "Công giáo Đề-ga" là tên gọi để chỉ một hiện tượng tôn giáo xuất hiện từ cuối năm 1999 tại các làng thuộc xã Hà Mòn, huyện Đăk Hà, tỉnh Kon Tum. Phong trào này xuất hiện do một số người dân tộc thiểu số như Y Gyin, Y Kách, A Níp... dựa trên niềm tin về cứu thế của Thiên chúa giáo, tung tin "Đức Mẹ hiện hình".
Vào cuối năm 1999, bà Y Gyin, sinh năm 1942, dân tộc Ba Na Rơ Ngao tại làng Kơ Tu, xã Hơ Moong (Hà Mòn), huyện Sa Thầy, tỉnh Kon Tum, là tín đồ Thiên chúa giáo nhưng lại chuyên hành nghề thầy cúng, thầy mo đã nghĩ ra chuyện mình được "Đức Mẹ hiển linh trao cho sứ mệnh truyền giáo" để lôi kéo người dân địa phương đi theo. Y Gyin tuyên bố nhìn thấy "Đức mẹ Maria hiện hình" trên nóc nhà vào lúc 12 giờ đêm ngày 20 tháng 12 năm 1999 và mình được chọn làm sứ giả để phán truyền cho loài người. Có nhiều nơi người theo đạo còn tự nhận là Công giáo Đêga tương tự như trước đây FULRO đã dựng lên Tin lành Đêga để tập hợp lực lượng thực hiện mục đích ly khai vùng Tây Nguyên.
Chính quyền Việt Nam coi đây là tà giáo, lợi dụng hoạt động tôn giáo để lồng ghép âm mưu chống phá chính quyền, chia rẽ khối đại đoàn kết toàn dân tộc. Từ cuối năm 2012, lần lượt các đối tượng cầm đầu đã bị bắt và bị phạt tù.

### Nga
Trong năm 2008 Bộ Nội vụ Nga đã chuẩn bị một danh sách "các nhóm cực đoan". Ở đầu danh sách là các nhóm Hồi giáo bên ngoài "Hồi giáo truyền thống", được chính phủ Nga giám sát. Tiếp theo "các nhóm cuồng dị (Pagan cults)". Trong năm 2009, Bộ Tư pháp Nga đã thành lập một hội đồng có tên là "Hội đồng các chuyên gia tiến hành phân tích về Tôn giáo." Hội đồng mới đã liệt kê 80 giáo phái lớn có khả năng nguy hiểm cho xã hội Nga, và nói rằng có hàng ngàn những nhóm nhỏ hơn. Các giáo phái lớn được liệt kê bao gồm: Giáo hội Thánh Hữu Ngày Sau của Chúa Giêsu, Nhân Chứng Jehovah, và nhóm được gọi là "neo-Pentecostals".

### Hoa Kỳ
Vào những năm 1970, nghiên cứu khoa học về "lý thuyết tẩy não" đã trở thành một chủ đề trung tâm trong các vụ kiện tòa án ở Hoa Kỳ, nơi lý thuyết đã được sử dụng để đánh giá cho việc chèn ép tư duy mang tính ép buộc. Trong khi đó, một số nhà xã hội học phê bình lý thuyết này, ủng hộ việc tự do tôn giáo nhằm bảo vệ tính hợp pháp của các phong trào tôn giáo mới tại tòa án. Ở Hoa Kỳ các hoạt động tôn giáo của các nhóm cuồng giáo không bị cấm theo Điều bổ sung sửa đổi Hiến pháp Hoa Kỳ (điều này cấm việc chính phủ thành lập tôn giáo mới và bảo vệ tự do tôn giáo), miễn là các hoạt động đó không vi phạm pháp luật. Tuy nhiên, không có thành viên tôn giáo hoặc tín ngưỡng nào được miễn trừ việc bị pháp luật trừng phạt nếu họ phạm phải các tội hình sự.

### Tây Âu
Pháp và Bỉ đã có những quan điểm chính sách chấp nhận các lý thuyết "tẩy não" một cách không phê phán, trong khi các nước châu Âu khác, như Thụy Điển và Ý, thận trọng về tẩy não và đã có những phản ứng trung lập hơn đối với các tôn giáo mới. Các nhà nghiên cứu đã gợi ý rằng sự phẫn nộ sau vụ giết người hàng loạt và tàn sát bởi Solar Temple cũng như những thái độ bài ngoại và thái độ chống đối văn hóa Mỹ khác đã góp phần đáng kể vào phong trào bài trừ cuồng giáo ở châu Âu. Trong những năm 1980, các nhà hoạt động và các quan chức của chính phủ Pháp đã bày tỏ lo ngại rằng một số điều luật và các nhóm khác trong Giáo hội Công giáo La Mã sẽ bị ảnh hưởng xấu bởi luật bài trừ tôn giáo.

### Hàn Quốc
Một số ví dụ điển hình của các cuồng giáo xuất phát từ Hàn Quốc:
- Hội Thánh Đức Chúa Trời Mẹ bị chỉ trích tại Mỹ, Australia, New Zealand và Việt Nam do có hoạt động mang tính cuồng giáo: tuyển thành viên với hình thức đa cấp, bóc lột tài chính, tách thành viên khỏi gia đình và bạn bè, trốn tránh trách nhiệm giải trình minh bạch về số tiền đóng góp.[96][97][98][99]
- Tân Thiên Địa (Shincheonji) có nhiều cáo buộc tống tiền, tham ô, lừa đảo và tẩy não giới trẻ. Nhóm này đặc biệt tai tiếng khi gây ra đợt bùng phát COVID-19 lớn nhất tại Hàn Quốc.[100]
- Nhà thờ Thống nhất (nhóm Moonies), chịu nhiều cáo buộc bóc lột tài chính các thành viên và ảnh hưởng sâu rộng tới chính trị nhiều nước, đặc biệt là Nhật Bản.[101][102]

## Sách tham khảo
Sách in
- Barker, E. (1989) New Religious Movements: A Practical Introduction, London, HMSO
- Bromley, David et al.: Cults, Religion, and Violence, 2002, ISBN 0-521-66898-0
- Enroth, Ronald. (1992) Churches that Abuse, Zondervan, ISBN 0-310-53290-6 Full text online
- Esquerre, Arnaud: La manipulation mentale. Sociologie des sectes en France, Fayard, Paris, 2009.
- House, Wayne: Charts of Cults, Sects, and Religious Movements, 2000, ISBN 0-310-38551-2
- Kramer, Joel and Alstad, Diane: The Guru Papers: Masks of Authoritarian Power, 1993.
- Lalich, Janja: Bounded Choice: True Believers and Charismatic Cults, 2004, ISBN 0-520-24018-9
- Landau Tobias, Madeleine et al.: Captive Hearts, Captive Minds, 1994, ISBN 0-89793-144-0
- Lewis, James R. The Oxford Handbook of New Religious Movements Oxford University Press, 2004
- Lewis, James R. Odd Gods: New Religions and the Cult Controversy, Prometheus Books, 2001
- Martin, Walter et al.: The Kingdom of the Cults, 2003, ISBN 0-7642-2821-8
- Melton, Gordon: Encyclopedic Handbook of Cults in America, 1992 ISBN 0-8153-1140-0
- Oakes, Len: Prophetic Charisma: The Psychology of Revolutionary Religious Personalities, 1997, ISBN 0-8156-0398-3
- Singer, Margaret Thaler: Cults in Our Midst: The Continuing Fight Against Their Hidden Menace, 1992, ISBN 0-7879-6741-6
- Tourish, Dennis: 'On the Edge: Political Cults Right and Left, 2000, ISBN 0-7656-0639-9
- Zablocki, Benjamin et al.: Misunderstanding Cults: Searching for Objectivity in a Controversial Field, 2001, ISBN 0-8020-8188-6

Các bài viết trên mạng
- Langone, Michael: Cults: Questions and Answers  Lưu trữ ngày 14 tháng 5 năm 2004 tại Wayback Machine
- Lifton, Robert Jay: Cult Formation, The Harvard Mental Health Letter, February 1991
- Robbins, T. and D. Anthony, 1982. "Deprogramming, brainwashing and the medicalization of deviant religious groups" Social Problems 29 pp 283–97.
- James T. Richardson: "Definitions of Cult: From Sociological-Technical to Popular-Negative" Review of Religious Research 34.4 (June 1993), pp. 348–56.
- Rosedale, Herbert et al.: On Using the Term "Cult"  Lưu trữ ngày 14 tháng 5 năm 2004 tại Wayback Machine
- Van Hoey, Sara: Cults in Court The Los Angeles Lawyer, February 1991  Lưu trữ ngày 16 tháng 12 năm 2004 tại Wayback Machine
- Zimbardo, Philip: What messages are behind today's cults?, American Psychological Association Monitor, May 1997  Lưu trữ ngày 18 tháng 11 năm 2004 tại Wayback Machine
- Aronoff, Jodi; Lynn, Steven Jay; Malinosky, Peter. Are cultic environments psychologically harmful?, Clinical Psychology Review, 2000, Vol. 20 #1 pp. 91–111